# 阿圭達河

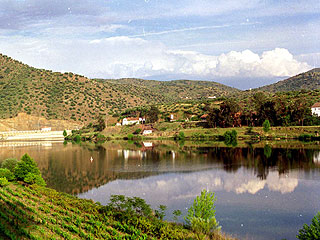
阿圭達河

阿圭達河（葡萄牙語：Rio Águeda；西班牙語：Río Águeda）是歐洲的河流，屬於杜罗河的右支流，流經葡萄牙和西班牙，河道全長130公里，集水區面積2,537.08平方公里，平均流量每秒197.2立方米。
41°1′42″N 6°55′52″W / 41.02833°N 6.93111°W